# Elezioni politiche a San Marino del 1909
Le elezioni politiche a San Marino del 1909 (II legislatura) si svolsero il 19 giugno.

## Sistema elettorale
Sono elettori i cittadini sammarinesi maschi capifamiglia maggiori di 24 anni originari e naturalizzati ed i Dottori, che si ritengono emancipati di diritto.

## Le liste
Alle elezioni non è presente alcuna lista alle elezioni del 1909. Ma erano presenti solo candidati, indipendenti o iscritti al Partito Socialista Sammarinese o all'Unione Democratica Sammarinese.

## Risultati
| Indipendenti    | 1 268 | 100,00 | 20 |  |  |  |
| Totale          | 1 268 | 100    | 20 |  |  |  |
|                 |       |        |    |  |  |  |
| Voti non validi | 28    | 2,16   |    |  |  |  |
| Votanti         | 1 296 | 74,83  |    |  |  |  |
| Elettori        | 1 732 |        |    |  |  |  |